# Bur Penimun
Bur Penimun är ett berg i Indonesien.   Det ligger i provinsen Aceh, i den västra delen av landet, 1 600 km nordväst om huvudstaden Jakarta. Toppen på Bur Penimun är 2 200 meter över havet, eller 55 meter över den omgivande terrängen. Bredden vid basen är 1,2 km.
Terrängen runt Bur Penimun är bergig österut, men västerut är den kuperad. Runt Bur Penimun är det mycket glesbefolkat, med 7 invånare per kvadratkilometer. I omgivningarna runt Bur Penimun växer i huvudsak städsegrön lövskog.